# 特爾納瓦河
46°23′30″N 16°43′0″E / 46.39167°N 16.71667°E

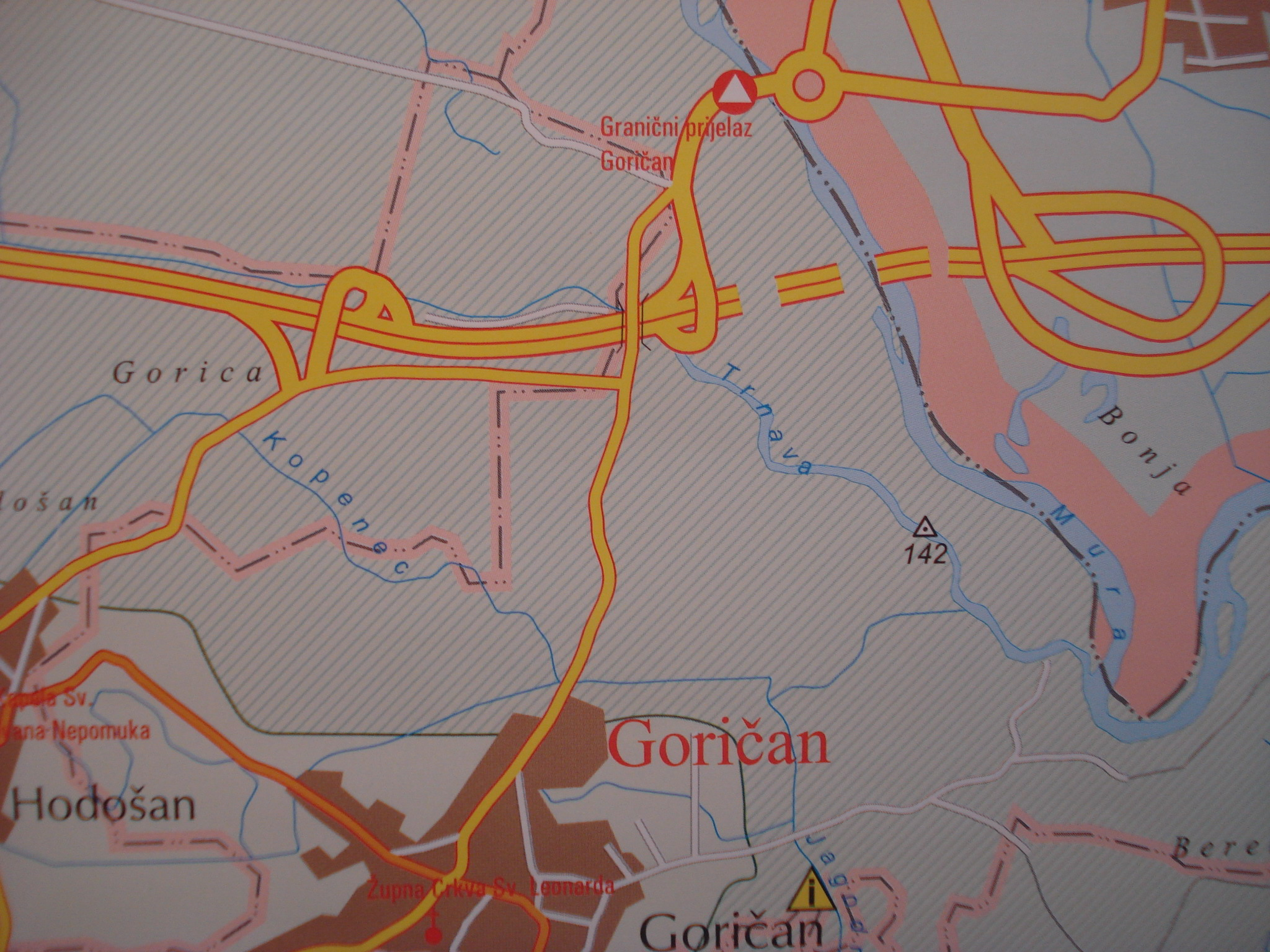

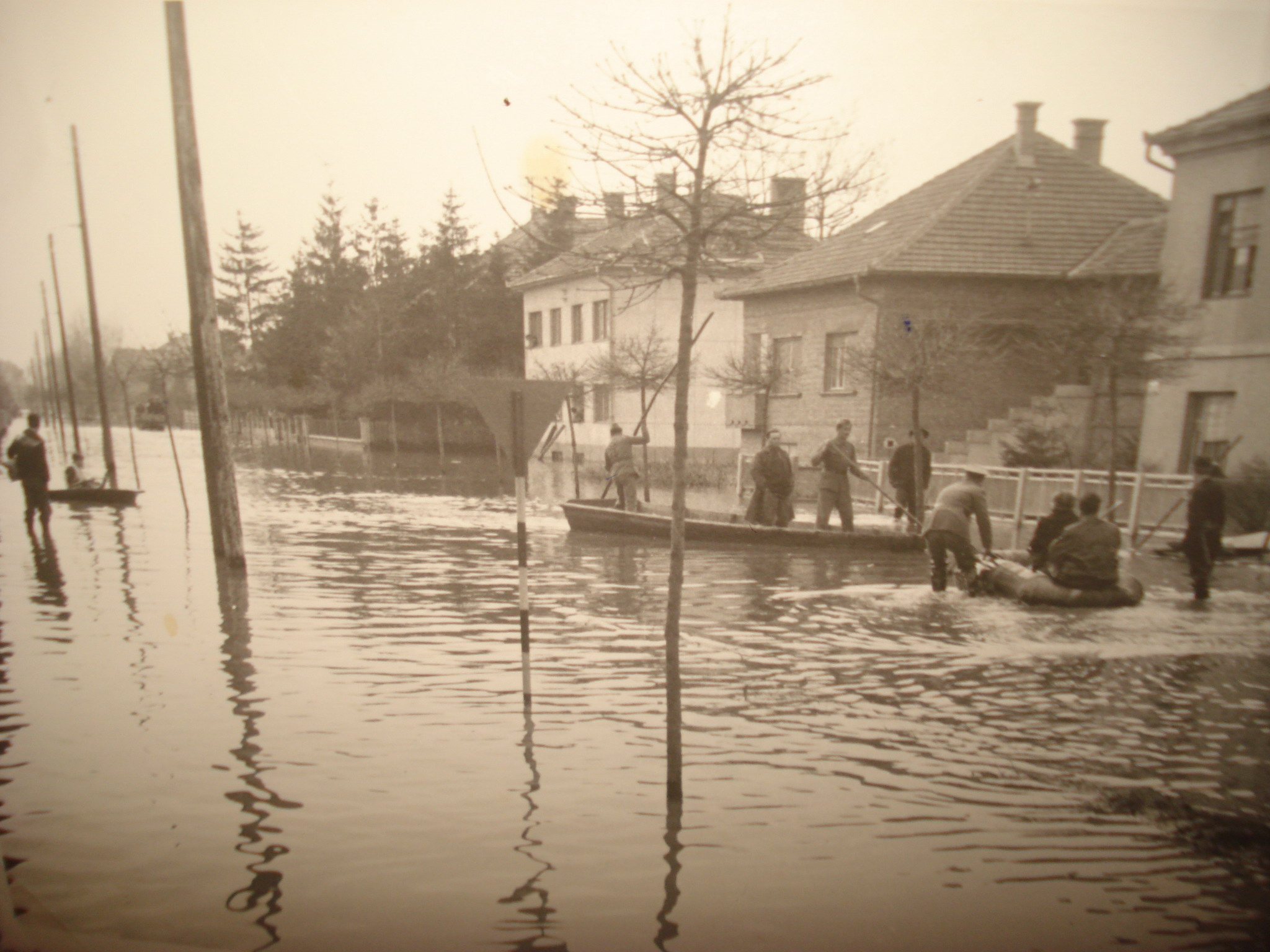

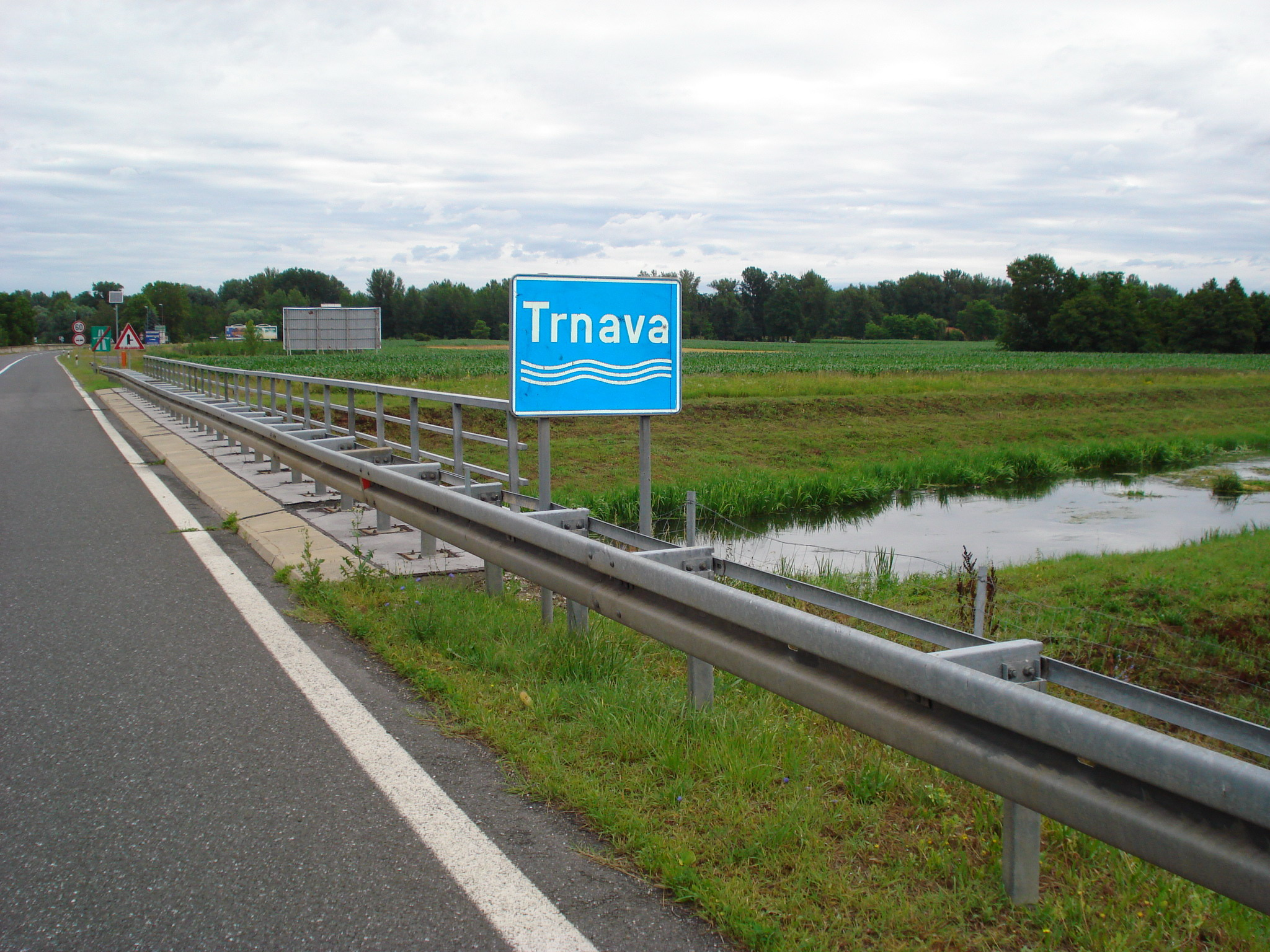

特爾納瓦河是克羅地亞的河流，位於該國北部梅吉穆列縣，屬於穆爾河的右支流，河道全長47公里，流域面積250平方公里，河畔城鎮有查科韋茨。